# Bertil Nordenskjöld
Bertil Fredrik Eugene Nordenskjöld (Flen, 24 maggio 1891 – Stoccolma, 17 marzo 1975) è stato un calciatore svedese, di ruolo centrocampista.

## Carriera
Con la sua Nazionale partecipò ai Giochi olimpici del 1920.